# 小崗山斷層
小崗山斷層是位於台灣高雄市的一條可能存在的活斷層，可能為逆移斷層，呈北北東走向，由高雄市阿蓮區南蓮裡向南延伸至燕巢區瓊林里。
小崗山斷層，雖然有地形崖特徵，但經由野外地質調查、地質鑽探以及地球物理探勘結果，均未發現存在證據，因此被列為存疑性活動斷層，而由地表下的構造形態可能是由多組與層面略平行的斷層因為差異滑移而造成地表淺部全新世地層的撓曲，因此構造型態仍屬於盲斷層，由於寬廣的斷層帶中，很難確切將巨視的斷層位置訂定在特定的滑動面上，地表的可能斷層跡也很難確認或繪出，但是由岩層截切年代分析，小崗山斷層仍具有活動的潛勢。
小崗山斷層可能截切晚期更新世地層，暫列第二類活動斷層。